# (9016) Henrymoore
(9016) Henrymoore es un asteroide que forma parte del Cinturón de asteroides, descubierto el 10 de enero de 1986 por Carolyn Shoemaker y por su esposo que también era astrónomo Eugene Shoemaker desde el Observatorio del Monte Palomar, Estados Unidos.

## Designación y nombre
Designado provisionalmente como 1986 AE. Fue nombrado en memoria de Henry J. Moore (1928-1998), quien fue geólogo del Servicio Geológico de Estados Unidos desde 1960, participó en el incipiente programa de astrogeología que ayudó a entrenar a los astronautas del Apolo en geología de impacto antes de los alunizajes. Participó en el análisis de las muestras lunares que trajeron y trabajó con las fotografías de la superficie lunar tomadas desde órbita. Su experiencia en la selección de lugares de alunizaje se transfirió al proyecto Mars Viking. El trabajo de Moore en la misión Mars Pathfinder y con su explorador de Marte, Sojourner, estuvieron entre sus últimas contribuciones.

## Características orbitales
Henrymoore está situado a una distancia media del Sol de 2,732 ua, pudiendo alejarse hasta 3,757 ua y acercarse hasta 1,707 ua. Su excentricidad es 0,375 y la inclinación orbital 29,023 grados. Emplea 1649,53 días en completar una órbita alrededor del Sol.

## Características físicas
La magnitud absoluta de Henrymoore es 13,70. Tiene 8,200 km de diámetro y su albedo se estima en 0,126.